# SB Creative
SB Creative Corp. (jap. SBクリエイティブ株式会社 Esubī Kurieitibu Kabushiki gaisha) – japońska firma wydawnicza z siedzibą w Tokio. Stanowi spółkę zależną przedsiębiorstwa telekomunikacyjnego SoftBank. Została założona w 1999 roku. Zajmuje się m.in. publikacją i drukiem czasopism.